# Philips P2000
De Philips P2000 was een homecomputer van Philips, die in 1981 gelanceerd werd. De P2000 was voor zijn tijd een redelijk geavanceerde computer.

## Het eerste model
Het eerste model was verkrijgbaar in twee uitvoeringen, de P2000T (voor hobbygebruik) en de professionele P2000M.
Het hart van de P2000 bestaat uit een Z80 microprocessor die draait op een kloksnelheid van 2,5 MHz. Er is 4 KiB ROM, 16 KiB RAM en 2 KiB videoRAM. Bovendien kan de computer worden uitgebreid met een insteekmodule met 16 KiB ROM. Latere uitvoeringen waren ook te koop met 32 of 64 KiB RAM.
De computer bestaat (zoals veel homecomputers uit die tijd) uit een platte kast met een daaraan vast gemonteerd toetsenbord. Bovenop zijn twee gleuven, een voor een programmacartridge (rom-key genoemd) en een voor een I/O-module. Er is ook een ingebouwde mini-cassettedrive. Deze cassette is circa 10 keer zo snel als de tot dan toe algemeen gebruikte audiocassette-drives. Bovendien kan de P2000 de gehele inhoud van een bandje weergeven op het scherm, en gaat het opzoeken of wegschrijven van een programma volledig automatisch.
Een rom-key bevat 16 KiB ROM, bestaande uit vier 2732-chips.
Later was een hexpack verkrijgbaar, zes rom-keys ineen.
Deze bevatte zes 27128-chips van elk 16 KiB en een schakelaar om een van de zes te kiezen.

### P2000T
Aan de P2000 dient een losse monitor (meestal een televisietoestel) aangesloten te worden, die 24 regels van elk 40 karakters kan weergeven. Er wordt daarvoor gebruikgemaakt van een teletekstchip die dient als vervanger voor de meer gebruikelijke Video Display Controller.
De weergave is in kleur.
De P2000T werd in Nederland tamelijk populair onder hobbyisten en in het onderwijs, mede doordat de kast robuust was uitgevoerd en goed tegen een stootje kon. Voor veel schoolkinderen in de jaren tachtig was de P2000T de eerste kennismaking met computers.
Bij zijn introductie kostte de P2000T circa 3000 gulden. In 1984 was de prijs voor de eenvoudigste versie al gezakt tot 1200 gulden.
De P2000T werd ook gebruikt om Viditel te ontvangen. Hiervoor moest op de printeraansluiting (of op een externe slot) een modem worden aangesloten.

### P2000M
De P2000M heeft hetzelfde moederbord als de P2000T, maar het videogedeelte ontbreekt.
In plaats daarvan heeft de P2000M een aparte videokaart.
Deze heeft geen kleur, maar kan wel 24 regels van 80 tekens weergeven.
De P2000M heeft verder een bijbehorend beeldscherm en twee diskettestations (35 sporen enkelzijdig).
De videokaart heeft 2 KiB videoRAM en ook nog 2048 halve bytes voor attributen.
De P2000M is ook geschikt voor Viditel, maar niet in kleur, en de Viditelsoftware voor de P2000M was lastig verkrijgbaar.
De P2000M is geschikt voor CP/M na inbouw van een uitbreidingskaartje om de geheugenadressen te veranderen.
Een dergelijk kaartje was later ook voor de P2000T beschikbaar.

## P2000C
Afwijkend is de P2000C, die een draagbare uitvoering is van de P2000M met ingebouwde monitor en twee 5.25" diskdrives. Voor deze machine is tevens CP/M beschikbaar als besturingssysteem.

## Geheugenindeling
| adres     | omschrijving                                    |
| --------- | ----------------------------------------------- |
| 0000-0FFF | monitor-ROM                                     |
| 1000-4FFF | ROM in insteekmodule                            |
| 5000-57FF | videogeheugen                                   |
| 5800-5FFF | attributengeheugen (halve bytes), alleen P2000M |
| 6000-9FFF | RAM                                             |
| A000-DFFF | RAM (32k- en 64k-versie)                        |
| E000-FFFF | RAM bank switched, 4 banken (64k-versie)        |

Bij gebruik van CP/M werd de geheugenindeling na het opstarten veranderd:
| adres     | omschrijving                        |
| --------- | ----------------------------------- |
| 0000-7FFF | RAM                                 |
| 8000-9FFF | RAM bank switched                   |
| A000-DFFF | RAM                                 |
| E000-EFFF | deel van ROM in insteekmodule       |
| F000-FFFF | videogeheugen en attributengeheugen |